# Calais
Calais là tỉnh lỵ của tỉnh Pas-de-Calais, thuộc vùng Hauts-de-France của nước Pháp, có dân số là 77.333 người (thời điểm 1999).

## Khí hậu
Calais có khí hậu ôn đới đại dương (phân loại khí hậu Köppen Cfb).
| Dữ liệu khí hậu của Calais               | Dữ liệu khí hậu của Calais | Dữ liệu khí hậu của Calais | Dữ liệu khí hậu của Calais | Dữ liệu khí hậu của Calais | Dữ liệu khí hậu của Calais | Dữ liệu khí hậu của Calais | Dữ liệu khí hậu của Calais | Dữ liệu khí hậu của Calais | Dữ liệu khí hậu của Calais | Dữ liệu khí hậu của Calais | Dữ liệu khí hậu của Calais | Dữ liệu khí hậu của Calais | Dữ liệu khí hậu của Calais |
| Tháng                                    | 1                          | 2                          | 3                          | 4                          | 5                          | 6                          | 7                          | 8                          | 9                          | 10                         | 11                         | 12                         | Năm                        |
| ---------------------------------------- | -------------------------- | -------------------------- | -------------------------- | -------------------------- | -------------------------- | -------------------------- | -------------------------- | -------------------------- | -------------------------- | -------------------------- | -------------------------- | -------------------------- | -------------------------- |
| Cao kỉ lục °C (°F)                       | 15.0 (59.0)                | 18.6 (65.5)                | 22.6 (72.7)                | 25.5 (77.9)                | 31.1 (88.0)                | 34.0 (93.2)                | 38.7 (101.7)               | 35.7 (96.3)                | 32.0 (89.6)                | 27.6 (81.7)                | 20.2 (68.4)                | 17.0 (62.6)                | 38.7 (101.7)               |
| Trung bình ngày tối đa °C (°F)           | 7.4 (45.3)                 | 8.2 (46.8)                 | 10.4 (50.7)                | 13.3 (55.9)                | 16.4 (61.5)                | 19.2 (66.6)                | 21.7 (71.1)                | 22.2 (72.0)                | 19.3 (66.7)                | 15.3 (59.5)                | 10.9 (51.6)                | 7.4 (45.3)                 | 14.3 (57.7)                |
| Trung bình ngày °C (°F)                  | 4.9 (40.8)                 | 5.4 (41.7)                 | 7.2 (45.0)                 | 9.3 (48.7)                 | 12.4 (54.3)                | 15.1 (59.2)                | 17.5 (63.5)                | 17.8 (64.0)                | 15.3 (59.5)                | 11.9 (53.4)                | 8.2 (46.8)                 | 4.9 (40.8)                 | 10.9 (51.6)                |
| Tối thiểu trung bình ngày °C (°F)        | 2.4 (36.3)                 | 2.7 (36.9)                 | 3.9 (39.0)                 | 5.3 (41.5)                 | 8.4 (47.1)                 | 11.0 (51.8)                | 13.2 (55.8)                | 13.5 (56.3)                | 11.2 (52.2)                | 8.4 (47.1)                 | 5.5 (41.9)                 | 2.5 (36.5)                 | 7.4 (45.3)                 |
| Thấp kỉ lục °C (°F)                      | −14.0 (6.8)                | −11.3 (11.7)               | −5.9 (21.4)                | −5.0 (23.0)                | −0.4 (31.3)                | 3.3 (37.9)                 | 4.9 (40.8)                 | 5.6 (42.1)                 | 0.9 (33.6)                 | −5.7 (21.7)                | −7.1 (19.2)                | −13.2 (8.2)                | −14.0 (6.8)                |
| Lượng Giáng thủy trung bình mm (inches)  | 55.3 (2.18)                | 42.7 (1.68)                | 39.9 (1.57)                | 41.3 (1.63)                | 54.5 (2.15)                | 53.6 (2.11)                | 54.8 (2.16)                | 63.5 (2.50)                | 63.0 (2.48)                | 86.2 (3.39)                | 90.7 (3.57)                | 77.1 (3.04)                | 722.6 (28.45)              |
| Số ngày giáng thủy trung bình (≥ 1.0 mm) | 11.0                       | 9.3                        | 8.8                        | 8.6                        | 9.1                        | 8.8                        | 8.4                        | 8.4                        | 10.1                       | 11.7                       | 13.3                       | 12.0                       | 119.0                      |
| Nguồn: Meteo France                      |                            |                            |                            |                            |                            |                            |                            |                            |                            |                            |                            |                            |                            |

## Các thành phố kết nghĩa
- Duisburg (Đức)

## Những người con của thành phố
- Gerard Debreu, Giải thưởng Nobel về kinh tế
- Ida Gotkovsky, nhà soạn nhạc, nữ nghệ sĩ dương cầm
- Didier Lockwood, nhà soạn nhạc
- Yvonne Vendroux, vợ của Charles de Gaulle